# Pavol Blažek
Pour les articles homonymes, voir Blažek.
Pavol Blažek (né le 9 juillet 1958 à Trnava) est un ancien athlète tchécoslovaque puis slovaque, spécialiste de la marche athlétique.

## Biographie

### Palmarès
| Date | Compétition           | Lieu      | Résultat | Épreuve      | Performance       |
| ---- | --------------------- | --------- | -------- | ------------ | ----------------- |
| 1980 | Jeux olympiques       | Moscou    | 14e      | 20 km marche | 1 h 35 min 30 s 8 |
| 1980 | Jeux olympiques       | Moscou    | 10e      | 50 km marche | 4 h 16 min 26 s   |
| 1982 | Championnats d'Europe | Athènes   | 3e       | 20 km marche | 1 h 26 min 13 s   |
| 1983 | Championnats du monde | Helsinki  | 6e       | 20 km marche | 1 h 21 min 54 s   |
| 1986 | Championnats d'Europe | Stuttgart | 6e       | 20 km marche | 1 h 23 min 26 s   |
| 1988 | Jeux olympiques       | Séoul     | 15e      | 20 km marche | 1 h 22 min 39 s   |
| 1988 | Jeux olympiques       | Séoul     | 12e      | 50 km marche | 3 h 47 min 31 s   |
| 1990 | Championnats d'Europe | Athènes   | 1er      | 20 km marche | 1 h 22 min 05 s   |
| 1992 | Jeux olympiques       | Barcelone | 17e      | 20 km marche | 1 h 29 min 23 s   |
| 1992 | Jeux olympiques       | Barcelone | 29e      | 50 km marche | 4 h 22 min 33 s   |